# Georg Liebscher

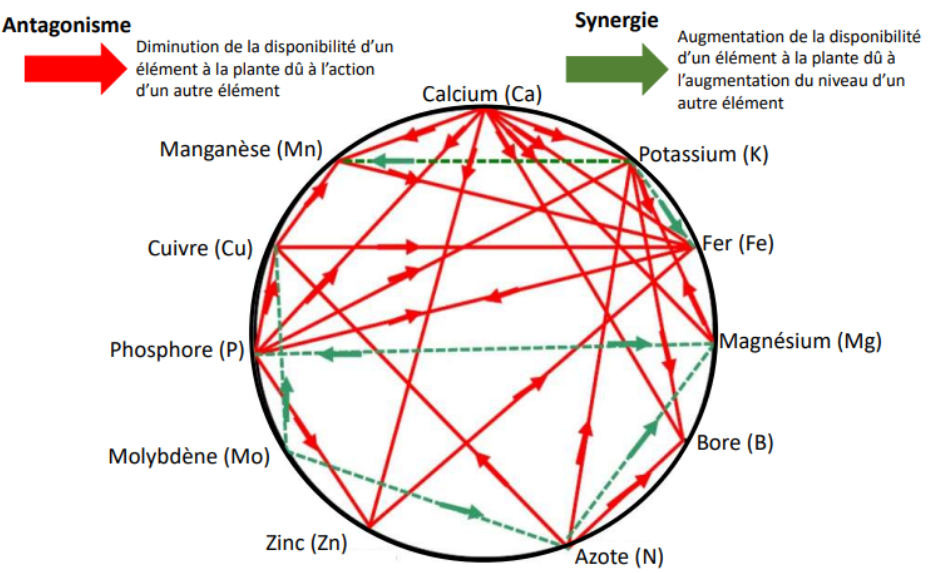
Diagrama de Mulder ilustrando a «lei do ótimo de Liebscher».

Georg Liebscher (Magdeburgo, 8 de fevereiro de 1853 — Göttingen, 8 de maio de 1896) foi um agrónomo alemão que se distinguiu no campo da agro-ecologia. Notabilizou-se ao propor uma aplicação aos sistemas agrícolas de um corolário da lei de Liebig que ficou conhecida como a «lei do ótimo de Liebscher».

## Biografia
Georg Liebscher nasceu em Magdeburgo, filho do pastor luterano Johann Liebscher. Depois de ter concluído o ensino secundário em Magdeburgo e de ter feito um curso de aprendizagem agrícola, começou por trabalhar como administrador em explorações agrícolas. Nos anos de 1874 e 1875 estudou na Escola Superior Agrária de Berlim (a Landwirtschaftliche Hochschule zu Berlin).
Em 1875, continuou os seus estudos agrícolas na Universidade Martin Luther de Halle-Wittenberg (Martin-Luther-Universität Halle-Wittenberg), onde concluiu o doutoramento em 1879, sob a orientação do agrónomo Julius Kühn, com uma tese sobre as causas da fadiga dos solos cultivados com beterraba.
Em 1880, foi para o Japão durante um ano como chefe de uma equipa destinada a realizar o levantameto agro-geológico de algumas regiões daquele país. A publicação de um livro com os resultados e experiências obtidas durante esta estadia de investigação foi altamente reconhecida pelos seus colegas. Com este trabalho, habilitou-se na Universidade de Jena em 1883, onde já tinha assumido a direção do Instituto Agrícola em 1882. Trabalhou na Universidade de Jena, inicialmente como professor particular e mais tarde como professor associado, até 1889.
Em Jena, a sua investigação centrou-se em questões de fertilização. Com base nos resultados de ensaios em contentores e no terreno, alargou a teoria da fertilização da época. Defendeu que as necessidades individuais de nutrientes e o desenvolvimento dos sistemas radiculares de cada espécie de planta devem ser tidos em conta no cálculo das aplicações de fertilizantes.
Em 1889, Liebscher transferiu-se para a Escola Superior Agrária de Bona-Poppelsdorf (Landwirtschaftliche Hochschule Bonn-Poppelsdorf) onde trabalhou pouco menos de um ano, pois em 1890 sucedeu a Gustav Drechsler como professor catedrático e diretor do Instituto Agrícola da Universidade de Göttingen (Universität Göttingen).
Em Göttingen, Liebscher continuou as experiências que tinha iniciado em Jena sobre as necessidades de fertilizantes das plantas cultivadas. Em 1895, descobriu uma lei de fisiologia vegetal de aplicação geral, segundo a qual as plantas utilizam o fator de produção mínimo disponível para produzir tanto mais biomassa quanto a proporção dos outros factores de produção presentes o permitiram. Em resultado dessa observação, propôs como corolário à Lei do Mínimo de Liebig, formulada por Carl Philipp Sprengel e Justus von Liebig, uma «Lei do Ótimo de Liebscher» que representou um importante avanço no conhecimento da fisiologia do desenvolvimento das plantas cultivadas.
De 1888 até à sua morte, Liebscher foi responsável pela avaliação científica dos ensaios de cultivo de cereais organizados pela Sociedade Agrícola Alemã (a Deutsche Landwirtschafts-Gesellschaft). Estes ensaios foram os primeiros a testar o valor cultural das variedades de cereais mais importantes da Alemanha em diferentes locais, de acordo com um plano de ensaios normalizado. Os relatórios sobre as variedades publicados por Liebscher nos Jahrbücher der Deutschen Landwirtschafts-Gesellschaft (Anuários da Sociedade Agrícola Alemã) demonstram de forma impressionante a sua capacidade de utilizar os resultados obtidos tanto para fins científicos como práticos.
Liebscher, que também editou o Journal für Landwirtschaft (Revista para a agricultura) durante a sua estadia em Göttingen, morreu aos 43 anos de idade, após uma longa doença. Era um dos representantes mais imaginativos no domínio da ciência dos fertilizantes. Com o seu apelo a uma maior consideração das diferentes necessidades nutricionais das culturas na prática da fertilização, foi um dos pioneiros da ciência do cultivo de plantas baseada em princípios fisiológicos.

## Lei do ótimo de Liebscher
A lei do mínimo de Liebig é um princípio originalmente desenvolvido na ciência agrícola por Carl Philipp Sprengel (1828) e mais tarde popularizado por Justus von Liebig (1855). Afirma que o crescimento é ditado não pelo total de recursos disponíveis, mas pelo recurso mais escasso (o factor limitante). Este princípio também foi aplicado a populações biológicas e modelos de ecossistemas para factores como a luz solar ou nutrientes minerais.
Em resultado das experiências que Georg Liebscher realizou em Jena e Göttingen sobre as necessidades de fertilizantes das plantas cultivadas para determinar a proporção necessária de nutrientes para a nutrição do solo, propôs como corolário à lei de Liebig, uma «lei do ótimo» que representou um importante avanço no conhecimento da fisiologia do desenvolvimento das plantas cultivadas. Para tal, em 1895 Liebscher propôs uma lei de fisiologia vegetal de aplicação geral, segundo a qual as plantas utilizam o fator de produção mínimo disponível para produzir tanto mais biomassa quanto a proporção relativa dos restantes factores de produção presentes o permita.
Para chegar a essa conclusão, Liebscher realizou múltiplas experiências com os principais nutrientes (N, P e K) e com base nos resultados destas experiências, formulou a sua «lei do ótimo». Este princípio estabelece que um fator de produção que se encontra em quantidade mínima contribui tanto mais para a produção quanto mais próximos os outros factores de produção estiverem do seu ótimo.
Assim, para além da lei do mínimo de Liebig, cuja aplicação à fertilidade do solo implica que o rendimento de uma cultura é proporcional à quantidade do elemento fertilizante mineral que primeiro se esgota, a «lei do ótimo de Liebscher» (também chamada lei do máximo) quando aplicada à fertilização, permite concluir que, para além de um determinado limiar ou proporção, um elemento fertilizante pode limitar a disponibilidade para as plantas de um ou mais outros elementos, reduzindo a produção de biomassa vegetal. Tal implica que a produtividade diminui quando um suprimento ótimo de nutrientes (suprimento de alimentos) é excedido ou não é alcançado. Além disso, quanto mais os outros factores se encontram no intervalo ótimo, mais um fator no intervalo mínimo reduz a produtividade.
Proposta semelhante já havia sido sugerida por Ewald Wollny em 1877, e é complementar à «lei de Mitscherlich», ou lei das relações fisiológicas, proposta por Alexander Mitscherlich no âmbito do estudo do rendimento agrícola, e ao conceito de fatores limitantes de Frederick Blackman.

## Publicações
Entre outras, Georg Liebscher é autor das seguintes obras: 
- Über die Beziehungen von Heterodera schachtii zur Rübenmüdigkeit. Diss. phil. Halle-Wittenberg 1879.
- Japan's landwirthschaftliche und allgemeinwirthschaftliche Verhältnisse. Nach eignen Beobachtungen dargestellt. Editado par Gustav Fischer, Jena, 1882  (Digital na Staatsbibliothek Berlin).
- Der Verlauf der Nährstoffaufnahme und seine Bedeutung für die Düngerlehre. Editado por Paul Parey, Berlin, 1888. Separata de:  Journal für Landwirthschaft, T. 35, 1887, pp. 335-518.
- Das landwirtschaftliche Studium an der Universität Göttingen. Editado por Paul Parey, Berlin, 1893.
- Untersuchungen über die Bestimmung des Düngerbedürfnisses der Ackerböden und Kulturpflanzen. In: Journal für Landwirtschaft, T. 43, 1895, pp. 49-216 (inclui os principais resultados da investigação sobre fertilização).
- Anbau-Versuche mit verschiedenen Sommer- und Winterweizen-Sorten. Begonnen von weil. Prof. Dr. Liebscher-Göttingen, weitergeführt und bearbeitet von Prof. Dr. Edler-Jena. In: Arbeiten der Deutschen Landwirtschafts-Gesellschaft, H. 32, 1898. 130 páginas.